# Hans Behrendt
Hans Behrendt est un réalisateur et scénariste allemand, né le 28 septembre 1889 à Berlin (Allemagne) et mort le 14 août 1942 à la suite de la rafle du Vélodrome d'Hiver, lors de son acheminement au camp de concentration nazi d'Auschwitz (Pologne).

## Biographie
Hans Behrendt est le fils de parents d'origine juive, Salomon et Berta Behrendt. Il étudie la littérature durant  deux semestres après le baccalauréat puis fréquente l'Académie des arts dramatiques Ernst Busch à Berlin. En 1911, il fait ses débuts au théâtre et après sa participation à la première guerre mondiale  il commence sa carrière au cinéma en 1919. Avec Bobby E. Lüthge, à partir de 1920, il est aussi scénariste pour plusieurs films. Le duo écrit le scénario de la série de films Fridericus-Rex sur le roi Frédéric II de Prusse.
En 1922 et 1923, Behrendt est pour la première fois responsable de la réalisation avec le film Alt-Heidelberg. Pendant les années 1920 et début des années 1930, il participe à plus de 60 films soit comme comédien, soit comme auteur, soit comme réalisateur. 
Après la prise de pouvoir du national-socialisme, il tourne encore deux films puis émigre vers l'Espagne. Là, en 1934 dans des conditions difficiles, il réalise le film espagnol Doña Francisquita avec la participation d'autres émigrants. En 1936 Behrendt se rend à Vienne.
Là, il commence le tournage du film Fräulein Lilli et joue au Theater in der Josefstadt. Peu avant l'annexion de l'Autriche en 1938, il va à Bruxelles, où il se joint aux associations d'émigrants allemands.
En mai 1940 il est arrêté, ainsi que d'autres émigrants juifs par la police belge. Après la mise en place du régime de Vichy, Behrendt est détenu dans plusieurs camps français. Finalement, il est déporté avec le Transport 19 de Drancy au camp de concentration d'Auschwitz, où il arrive le 14 août 1942. Les circonstances exactes de sa mort et même la date ne sont pas connus avec certitude.

## Filmographie
- 1923 : Alt Heidelberg
- 1925 : Ein Sommernachtstraum de Hans Neumann
- 1927 : Prinz Louis Ferdinand
- 1927 : Potsdam, das Schicksal einer Residenz
- 1927 : La Culotte (Die Hose)
- 1928 : Sechs Mädchen suchen Nachtquartier
- 1928 : Dyckerpotts Erben
- 1928 : Die Räuberbande
- 1929 : Mon béguin
- 1929 : Die Regimentstochter
- 1929 : Die Schmugglerbraut von Mallorca
- 1929 : Die Flucht vor der Liebe
- 1929 : Der Bund der Drei
- 1930 : Kohlhiesels Töchter
- 1931 : L'Inconstante
- 1931 : Gloria
- 1931 : Danton
- 1931 : L'amour dispose (Ich geh' aus und Du bleibst da)
- 1931 : Der Herr Bürovorsteher
- 1932 : Mein Freund, der Millionär
- 1932 : Grün ist die Heide
- 1933 : Muß man sich gleich scheiden lassen
- 1933 : Miguelón, o el último contrabandista
- 1933 : Keinen Tag ohne Dich
- 1933 : Hochzeit am Wolfgangsee
- 1933 : Das Tankmädel
- 1934 : Doña Francisquita